# General Union of Syrian Women

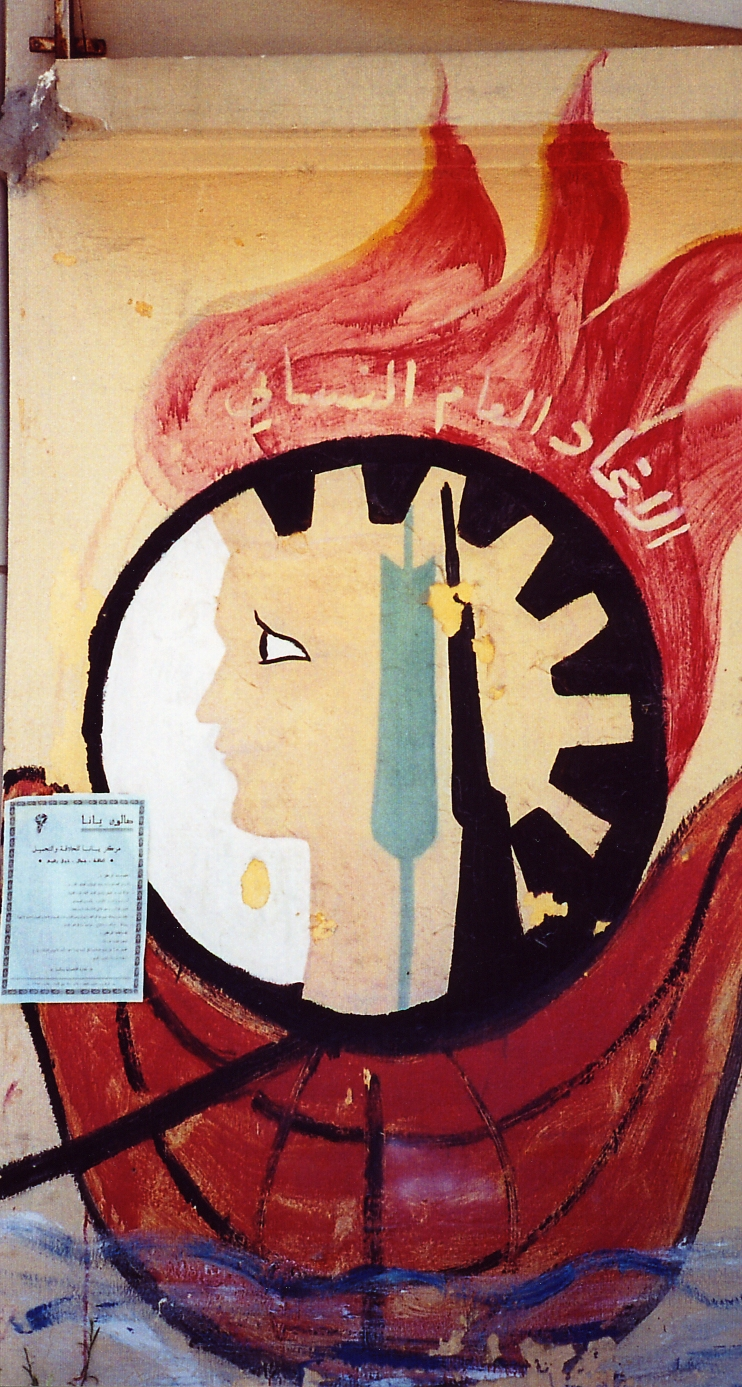
General Union of Syrian Women

General Union of Syrian Women (GUSW), kvinnoorganisation i Syrien, grundad 1967. 
När Baathpartiet tog makten i Syrien 1963 ingick kvinnors rättigheter i den nya sekulära regimens officiella policy. 
Baathpartiet som tog makten 1963 var ett sekulärt pan-arabiskt parti som stödde kvinnors rättigheter. Partiet fastslog: "[T]he Arab woman enjoys all the rights of citizenship. The party struggle to raise womans level in order to make her fit to exercise these rights". 
Det uttalade sin ambition om kvinnors rättigheter:
"The exercise of popular democracy will remain incomplete as long as women are excluded from the public life of society. Therefore the emancipation of Arab women is a democratic as well as a human necessity. Regarding a woman as inferior is an integral part of the ideology of the tribal-feudal society. Therefore the emancipation of women is one of the first tasks to be performed by the nationalist socialist revolution, for a liberated mondern democracy cannot be completely and soundly constructed unless the problem of the emancipation of women is fared up to couragelously, comprehensively and as a matter of principle".
I National Assembly of 1965 reserverades åtta av 95 platser för kvinnor.
Partiet önskade ena Syriens kvinnorörelse i enlighet med principen om socialistiska massorganisationer.   
GUSW bildades 1967 genom en sammanslagning av alla Syriens då existerande kvinnoföreningar på initiativ av Baathregeringen, organiserad i fjorton avdelningen över landet. Regeringen tog därmed kontroll över Syriens regering. 
GUSW blev en kvasistatlig eller semiofficiell organisation, och samarbetade med regimen i dess policy i jämställdhetsfrågor. Denna policy var dock progressiv. Regimen garanterade 1970 kvinnors deltagande i yrkeslivet på alla områden, och garanterade formellt 1989 dagis på statliga arbetsplatser för att göra det möjligt.